# Bengtarkilen
Bengtarkilen är ett naturreservat i Orsa kommun i Dalarnas län.
Området är naturskyddat sedan 2005 och är 134 hektar stort. Reservatet består av tallskogar och partier med gammal granskog samt något enstaka lövträd.